# Минжешть (Ясси)
Минжешть, Минжешті (рум. Mânjești) — село у повіті Ясси в Румунії. Входить до складу комуни Могошешть.
Село розташоване на відстані 310 км на північ від Бухареста, 14 км на південний захід від Ясс.

## Населення
За даними перепису населення 2002 року у селі проживали 687 осіб, усі — румуни. Усі жителі села рідною мовою назвали румунську.